# Cantone di Attigny
Il Cantone di Attigny è una divisione amministrativa dell'arrondissement di Vouziers.
A seguito della riforma approvata con decreto del 21 febbraio 2014, che ha avuto attuazione dopo le elezioni dipartimentali del 2015, è passato da 13 a 81 comuni.

## Composizione
I 13 comuni facenti parte prima della riforma del 2014 erano:
- Alland'Huy-et-Sausseuil
- Attigny
- Charbogne
- Chuffilly-Roche
- Coulommes-et-Marqueny
- Givry
- Rilly-sur-Aisne
- Saint-Lambert-et-Mont-de-Jeux
- Sainte-Vaubourg
- Saulces-Champenoises
- Semuy
- Vaux-Champagne
- Voncq

Dal 2015 i comuni appartenenti al cantone sono i seguenti 81:
- Alland'Huy-et-Sausseuil
- Apremont
- Ardeuil-et-Montfauxelles
- Attigny
- Aure
- Autry
- Beffu-et-le-Morthomme
- Bouconville
- Bourcq
- Brécy-Brières
- Cauroy
- Challerange
- Champigneulle
- Charbogne
- Chardeny
- Chatel-Chéhéry
- Chevières
- Chuffilly-Roche
- Condé-lès-Autry
- Contreuve
- Cornay
- Coulommes-et-Marqueny
- Dricourt
- Écordal
- Exermont
- Falaise
- Fléville
- Givry
- Grandham
- Grandpré
- Grivy-Loisy
- Guincourt
- Hauviné
- Jonval
- Lametz
- Lançon
- Leffincourt
- Liry
- Longwé
- Machault
- Manre
- Marcq
- Marquigny
- Mars-sous-Bourcq
- Marvaux-Vieux
- Montcheutin
- Monthois
- Mont-Saint-Martin
- Mont-Saint-Remy
- Mouron
- Neuville-Day
- Olizy-Primat
- Pauvres
- Quilly
- Rilly-sur-Aisne
- La Sabotterie
- Saint-Clément-à-Arnes
- Saint-Étienne-à-Arnes
- Saint-Juvin
- Saint-Lambert-et-Mont-de-Jeux
- Saint-Loup-Terrier
- Saint-Morel
- Saint-Pierre-à-Arnes
- Sainte-Marie
- Sainte-Vaubourg
- Saulces-Champenoises
- Savigny-sur-Aisne
- Séchault
- Semide
- Semuy
- Senuc
- Sommerance
- Sugny
- Suzanne
- Termes
- Tourcelles-Chaumont
- Tourteron
- Vaux-Champagne
- Vaux-lès-Mouron
- Voncq
- Vrizy